# Dongxihu
Dongxihu (chiń. upr. 东西湖区; chiń. trad. 東西湖區; pinyin Dōngxīhú Qū) – dzielnica w zachodniej części miasta Wuhan w prowincji Hubei w Chińskiej Republice Ludowej. Według danych z 2011 roku, liczba mieszkańców dzielnicy wynosiła 268949.